# La Ronda de Boltaña
La Ronda de Boltaña es un grupo musical de la localidad aragonesa de Boltaña que interpreta música popular de su tierra.

## El grupo
En enero del año 1992, un grupo de amigos que se habían reunido alrededor del grupo del Palotiau de Boltaña, con el que llevaban tocando ya desde algunos años atrás, pensaron en la posibilidad de recuperar la ronda, un acto que había sido parte importante de las fiestas de Boltaña, pero que se había perdido desde hacía ya un tiempo. Aquel día de San Pablo, fiesta menor del pueblo, las viejas piedras del casco antiguo volvieron a vibrar con los familiares pero casi perdidos sones de la gaita. Y con ella sonaron la trompa (un oboe popular), los acordeones y también - guitarras, guitarricos, laúdes y bandurrias- los instrumentos de la rondalla. Y hubo jotas, -¡cómo no!-, pero también, como las ha habido siempre en las rondas de la montaña, mazurkas, polkas y pasodobles; músicas de Sobrarbe, del Pirineo entero y de todo Aragón; porrones y pastas, canciones y baile. ...Hubo, de nuevo, ronda.
Y a partir del verano de 1994, correspondiendo a las invitaciones de sus amigos y vecinos, salieron a rondar por los pueblos del Sobrarbe, siendo estos -porque uno a sí mismo no se llama- quienes les dieron el nombre que hoy tienen: La Ronda de Boltaña. 
Desde entonces han realizado más de 1000 actuaciones. La mayor parte de ellas han sido rondas en pequeños pueblos del Sobrarbe o del resto del Pirineo aragonés. Pero a raíz de grabar su primer disco, y al llegar a ciudades, festivales y lugares, donde por el número de gente que acudía a verlos o por las propias circunstancias físicas del marco de la actuación no era posible rondar, tuvieron que empezar a tocar también en escenario. Ahora alternan ambos tipos de actuación, pues si el escenario les permite tocar en lugares y llegar a gente que con una ronda no sería posible, ésta les mantiene en contacto con su verdadera manera de entender y disfrutar la música popular: integrados en las calles de sus lugares y con sus gentes, que no actúan como meros espectadores, sino como parte activa e imprescindible de la ronda, de la fiesta. 
En uno y otro caso -escenario o ronda-, su formación es la misma, aquella con la que empezaron: Voces, los instrumentos propios de la rondalla (guitarra, guitarro, laúd y bandurria), y junto a ellos los instrumentos de su tierra pirenaica (la gaita de boto -hija de la del último de los viejos gaiteros de Sobrarbe, Chuan Cazcarra de Bestué-; la trompa -un oboe popular, concretamente el que tocaban los famosos músicos de Caserras, en la Ribagorza-; y representando a las tierras del Viejo Aragón, el chuflo y el salterio -una flauta de tres agujeros acompañada por un tambor de cuerdas-). Completan el grupo el clarinete -¡savia nueva!-, y otro instrumento que, sin ser popular, tiene ya una larga historia y un importante papel en las músicas -sobre todo en las de baile- no sólo del Pirineo, sino de toda Europa: el acordeón. Cromático y diatónico (o lo que es lo mismo, el moderno y aquel viejo acordeón de botones), ambos suenan en la ronda. 
Y con todos ellos, hace sonar la Ronda pasodobles, polkas y mazurcas; las viejas danzas del Pirineo -el Tin-tan, el Cascabillo, los palotiaus...- y otras músicas que desde cualquier lugar del mundo han sabido llegarles al corazón; piezas tradicionales, o de nueva creación; canciones, bailes... y alguna jota. Ronda al estilo de la montaña: ante una puerta se canta, ante otra se baila... y en todas se come, se bebe y se charra con tantos amigos, parientes y vecinos que hoy viven lejos y a los que hacía un año que no se veía. 
Han grabado seis discos: "La Ronda de Boltaña" (1996); "Banderas de humo" (1998); "País de anochecida" (2001); "Salud País" (2007), "La huella que el tiempo deja" (2014) y "Bailando entre las ruinas" (2019). Más de un centenar de canciones que desde la lágrima a la risa, quisieran explicar y defender la tierra, las gentes, la cultura y la manera de vivir del Pirineo, y que hoy constituyen la práctica totalidad del repertorio que interpretan al subir a un escenario, pero solo una pequeña parte,- aunque muy importante para ellos- de lo que cantan por las calles. 
Y ya en el año 2019, siguen estando donde estaban, donde quieren estar, en Boltaña. ...Pero rondando, eso sí, algunas veces bastante más lejos de donde tenían previsto, y cobrando, como siempre, muy cara su música en chiretas, vino, fiesta y amistad. 
...Y lo que te rondaré, morena. 

## Discografía
- "La Ronda de Boltaña", 1996.
- "Banderas de humo", 1998.
- "País de anochecida", 2001.
- "¡Salud, país!", 2007.
- "La huella que el tiempo deja", 2014.
- "Bailando entre las ruinas", 2019.
- "La estación

## Premios
- Premios Simón[1]

| Año  | Categoría          | Película           | Resultado |
| ---- | ------------------ | ------------------ | --------- |
| 2019 | Mejor banda sonora | Mermelada de moras | Ganadora  |

- Medalla de las Cortes de Aragón Año 2017